# Manfred Oppermann (Archäologe)
Manfred Oppermann (* 14. Juli 1941 in Halberstadt) ist ein deutscher Klassischer Archäologe.

## Leben
Manfred Oppermann studierte von 1965 bis 1968 Klassische Archäologie an der Universität Sofia, wo er 1971 promoviert wurde. 1978 wurde er an der Martin-Luther-Universität Halle-Wittenberg mit der Habilitationsschrift Untersuchungen zur Entwicklung von Gesellschaft und bildender Kunst in den römischen Provinzen Thracia und Moesia inferior vom 1. Jh. bis zur 2. Hälfte des 3. Jh. habilitiert. Zum Professor für Klassische Archäologie wurde er 1983 ernannt und war danach in der Sektion Orient- und Altertumswissenschaften der Universität Halle tätig. Von 1994 bis zum Eintritt in den Ruhestand Ende Juni 2006 war Oppermann Leiter des Archäologischen Museum der Universität, sein Nachfolger wurde im Sommersemester 2007 Stefan Lehmann. Im Mai 2007 wurde Oppermann die Ehrendoktorwürde der Ovidius-Universität Constanța verliehen und im Juli 2008 wurde er durch die Vollversammlung der Bulgarischen Akademie der Wissenschaften in Sofia zum ausländischen Mitglied gewählt.
Oppermann legte Arbeiten zur griechischen und römischen Reliefkunst, darunter zu den römischen Kaiserreliefs, vor. In besonderem Maße ist er durch Arbeiten zur Kunst und Kultur der Balkanhalbinsel hervorgetreten, so mit seiner wichtigen Synthese zur Geschichte der Westpontischen Poleis. Besonders zur Erforschung Thrakien beteiligte sich Oppermann an internationalen und interdisziplinären Forschungsprojekten: Dabei legte er mit Zlatozara Goceva mehrere Bände der Reihe Corpus Cultus Equitis Thracii vor und widmete dem Kult des Thrakischen Reiters eine Studie.

## Schriften (Auswahl)

### Monographien
Erschienen in der Reihe Corpus Cultus Equitis Thracii. Études préliminaires aux religions orientales dans l’ Empire romain (CCET):
- mit Zlatozara Gočeva: Monumenta orae Ponti Euxini Bulgariae. Band 1. Leiden 1979.
- mit Zlatozara Goceva: Monumenta inter Danubium et Haemum reperta. Band 2. Leiden 1981–1984.
- Tarnovo – Zarenstadt des Balkan (Akzent-Reihe, Band 52). Leipzig 1981.
- Thraker zwischen Karpatenbogen und Ägäis. Leipzig 1984.
- Plovdiv – antike Dreihügelstadt (Akzent-Reihe, Band 71), Leipzig 1984.
- Römische Kaiserreliefs. Leipzig 1985.
- Vom Medusabild zur Athenageburt. Leipzig 1990.
- Die westpontischen Poleis in vorrömischer Zeit und ihr indigenes Umfeld (Schriften des Zentrums für Archäologie und Kulturgeschichte des Schwarzmeerraumes. Band 2). Langenweißbach 2004.
- Thraker, Griechen und Römer an der Westküste des Schwarzen Meeres. Mainz 2007.
- Der Thrakische Reiter des Ostbalkanraumes im Spannungsfeld von Graecitas, Romanitas und lokalen Traditionen (Schriften des Zentrums für Archäologie und Kulturgeschichte des Schwarzmeerraumes. Band 6). Langenweißbach 2007.
- Das frühe Christentum an der Westküste des Schwarzen Meeres und im anschließenden Binnenland: historische und archäologische Zeugnisse (Schriften des Zentrums für Archäologie und Kulturgeschichte des Schwarzmeerraumes. Band 19). Langenweißbach 2010.